# Општина Исмикилпан (Идалго)
Исмикилпан (шп. Ixmiquilpan) општина је у Мексику у савезној држави Идалго. Општина се налази на надморској висини од 1680 м.

## Становништво
Према подацима из 2010. у општини је живело 86363 становника.

### Хронологија
| Година       | 2000                  | 2005                  | 2010                  |
| ------------ | --------------------- | --------------------- | --------------------- |
| Становништво | 75833 (35499 / 40334) | 73903 (34517 / 39386) | 86363 (40740 / 45623) |

### Попис
| \| \| м \| \| \| ж \| \| 0—2 \| 2.430 \| \| \| 2.441 \| \| 3—5 \| 2.566 \| \| \| 2.567 \| \| 6—11 \| 5.253 \| \| \| 5.061 \| \| 12—14 \| 2.564 \| \| \| 2.615 \| \| 15—17 \| 2.932 \| \| \| 3.030 \| \| 18—24 \| 5.186 \| \| \| 6.183 \| \| 60+ \| 3.100 \| \| \| 3.979 \| \| Просек : \| 27,8 \| \| \| 29,3 \| |       |  |  |       |
| |       |  |  |       |
| | м     |  |  | ж     |
| 0—2 | 2.430 |  |  | 2.441 |
| 3—5 | 2.566 |  |  | 2.567 |
| 6—11 | 5.253 |  |  | 5.061 |
| 12—14 | 2.564 |  |  | 2.615 |
| 15—17 | 2.932 |  |  | 3.030 |
| 18—24 | 5.186 |  |  | 6.183 |
| 60+ | 3.100 |  |  | 3.979 |
| Просек : | 27,8  |  |  | 29,3  |

| #   | Индикатор                                                                                        | Вредност |
| --- | ------------------------------------------------------------------------------------------------ | -------- |
| 1   | Становништво од 0 до 2 године                                                                    | 4871     |
| 2   | Мушко становништво од 0 до 2 године                                                              | 2430     |
| 3   | Женско становништво од 0 до 2 године                                                             | 2441     |
| 4   | Становништво са 3 и више година                                                                  | 80540    |
| 5   | Мушко становништво са 3 и више година                                                            | 37835    |
| 6   | Женско становништво са 3 и више година                                                           | 42705    |
| 7   | Становништво са 5 и више година                                                                  | 77029    |
| 8   | Мушко становништво са 5 и више година                                                            | 36072    |
| 9   | Женско становништво са 5 и више година                                                           | 40957    |
| 10  | Становништво са 12 и више година                                                                 | 65093    |
| 11  | Мушко становништво са 12 и више година                                                           | 30016    |
| 12  | Женско становништво са 12 и више година                                                          | 35077    |
| 13  | Становништво са 15 и више година                                                                 | 59914    |
| 14  | Мушко становништво са 15 и више година                                                           | 27452    |
| 15  | Женско становништво са 15 и више година                                                          | 32462    |
| 16  | Становништво са 18 и више година                                                                 | 53952    |
| 17  | Мушко становништво са 18 и више година                                                           | 24520    |
| 18  | Женско становништво са 18 и више година                                                          | 29432    |
| 19  | Становништво од 3 до 5 година                                                                    | 5133     |
| 20  | Мушко становништво од 3 до 5 година                                                              | 2566     |
| 21  | Женско становништво од 3 до 5 година                                                             | 2567     |
| 22  | Становништво од 6 до 11 година                                                                   | 10314    |
| 23  | Мушко становништво од 6 до 11 година                                                             | 5253     |
| 24  | Женско становништво од 6 до 11 година                                                            | 5061     |
| 25  | Становништво од 8 до 14 година                                                                   | 12068    |
| 26  | Мушко становништво од 8 до 14 година                                                             | 6040     |
| 27  | Женско становништво од 8 до 14 година                                                            | 6028     |
| 28  | Становништво од 12 до 14 година                                                                  | 5179     |
| 29  | Мушко становништво од 12 до 14 година                                                            | 2564     |
| 30  | Женско становништво од 12 до 14 година                                                           | 2615     |
| 31  | Становништво од 15 до 17 година                                                                  | 5962     |
| 32  | Мушко становништво од 15 до 17 година                                                            | 2932     |
| 33  | Женско становништво од 15 до 17 година                                                           | 3030     |
| 34  | Становништво од 18 до 24 године                                                                  | 11369    |
| 35  | Мушко становништво од 18 до 24 године                                                            | 5186     |
| 36  | Женско становништво од 18 до 24 године                                                           | 6183     |
| 37  | Женско становништво од 15 до 49 година                                                           | 24867    |
| 38  | Становништво са 60 и више година                                                                 | 7079     |
| 39  | Мушко становништво са 60 и више година                                                           | 3100     |
| 40  | Женско становништво са 60 и више година                                                          | 3979     |
| 41  | Однос између мушкараца и жена                                                                    | 89.3     |
| 42  | Становништво од нуле до 14 година                                                                | 25497    |
| 43  | Становништво од 15 до 64 године                                                                  | 54910    |
| 44  | Становништво од 65 година и више                                                                 | 5004     |
| 45  | Просечан број деце                                                                               | 2.43     |
| 46  | Становништво рођено у ентитету                                                                   | 76475    |
| 47  | Мушко становништво рођено у ентитету                                                             | 36110    |
| 48  | Женско становништво рођено у ентитету                                                            | 40365    |
| 49  | Становништво рођено у другом ентитету                                                            | 6902     |
| 50  | Мушко становништво рођено у другом ентитету                                                      | 3110     |
| 51  | Женско становништво рођено у другом ентитету                                                     | 3792     |
| 52  | Становништво од 5 година и више резидентно у ентитету у јуну 2005. године                        | 71620    |
| 53  | Мушко становништво старосног доба од 5 година и више, резидентно у ентитету у јуну 2005. године  | 32675    |
| 54  | Женско становништво старосног доба од 5 и више година, резидентно у ентитету у јуну 2005. године | 38945    |
| 55  | Становништво од 5 година и више које је живело у другом ентитету у јуну 2005. године             | 1540     |
| 56  | Мушко становништво старије од 5 година које је живело у другом ентитету у јуну 2005. године      | 751      |
| 57  | Женско становништво старије од 5 година које је живело у другом ентитету у јуну 2005. године     | 789      |
| 58  | Становништво од 3 године и више које говори аутохтони језик                                      | 31249    |
| 59  | Мушко становништво старо 3 године и више које говори аутохтони језик                             | 15115    |
| 60  | Женско становништво старо 3 године и више које говори аутохтони језик                            | 16134    |
| 61  | Становништво од 3 године и више које говори аутохтони језик и не говори шпански језик            | 1307     |
| 62  | Мушко становништво старо 3 године и више које говори аутохтони језик и не говори шпански         | 333      |
| 63  | Женско становништво старо 3 године и више које говори аутохтони језик и не говори шпански језик  | 974      |
| 64  | Становништво старо 3 године и више које говори аутохтони језик и шпански                         | 29437    |
| 65  | Мушко становништво старо 3 године и више које говори аутохтони језик и шпански                   | 14571    |
| 66  | Женско становништво старо 3 године и више које говори аутохтони језик и шпански                  | 14866    |
| 67  | Становништво од 5 година и више које говори аутохтони језик                                      | 31005    |
| 68  | Становништво од 5 година и више које говори аутохтони језик и не говори шпански језик            | 1305     |
| 69  | Становништво од 5 година и више које говори аутохтони језик и говори шпански језик               | 29205    |
| 70  | Становништво у домородачким домаћинствима                                                        | 54578    |
| 71  | Становништво са ограничењима у активностима                                                      | 4327     |
| 72  | Становништво са ограниченим ходањем или кретањем, горе или доле                                  | 2197     |
| 73  | Становници са ограничењима вида, чак и уз кориштење сочива                                       | 1412     |
| 74  | Становништво са ограничењима говора, комуникације или конверзације                               | 459      |
| 75  | Становништво са ограниченим слухом                                                               | 551      |
| 76  | Становништво са ограничењима при одевању, купању или јелу                                        | 235      |
| 77  | Становништво са ограничењима у опажању или учењу једноставних ствари                             | 280      |
| 78  | Становништво са менталним ограничењима                                                           | 346      |
| 79  | Становништво без ограничења активности                                                           | 80762    |
| 80  | Становништво од 3 до 5 година које не похађа школу                                               | 2255     |
| 81  | Мушко становништво од 3 до 5 година које не похађа школу                                         | 1137     |
| 82  | Женско становништво од 3 до 5 година које не похађа школу                                        | 1118     |
| 83  | Становништво од 6 до 11 година које не похађа школу                                              | 149      |
| 84  | Мушко становништво од 6 до 11 година које не похађа школу                                        | 86       |
| 85  | Женско становништво од 6 до 11 година које не похађа школу                                       | 63       |
| 86  | Становништво од 12 до 14 година које не похађа школу                                             | 220      |
| 87  | Мушко становништво од 12 до 14 година које не похађа школу                                       | 120      |
| 88  | Женско становништво од 12 до 14 година које не похађа школу                                      | 100      |
| 89  | Становништво од 15 до 17 година похађа школу                                                     | 4241     |
| 90  | Мушко становништво од 15 до 17 година похађа школу                                               | 1944     |
| 91  | Женско становништво између 15 и 17 година живота у школи                                         | 2297     |
| 92  | Становништво од 18 до 24 године похађа школу                                                     | 3345     |
| 93  | Мушко становништво од 18 до 24 године похађа школу                                               | 1601     |
| 94  | Женско становништво од 18 до 24 године похађа школу                                              | 1744     |
| 95  | Становништво од 8 до 14 година које не може да чита и пише                                       | 282      |
| 96  | Мушко становништво старосног доба од 8 до 14 година које не може да чита и пише                  | 169      |
| 97  | Женско становништво старосног доби од 8 до 14 година које не може да чита и пише                 | 113      |
| 98  | Становништво од 15 година и више које је неписмено                                               | 5881     |
| 99  | Мушко становништво од 15 година и више које је неписмено                                         | 1724     |
| 100 | Женско становништво од 15 година и више које је неписмено                                        | 4157     |
| 101 | Становништво старо 15 и више година без школовања                                                | 4978     |
| 102 | Мушко становништво старо 15 и више година без школовања                                          | 1435     |
| 103 | Женско становништво старо 15 и више година без школовања                                         | 3543     |
| 104 | Становништво старосног доба 15 и више година са непотпуним основним образовањем                  | 7575     |
| 105 | Мушко становништво старосног доба од 15 година и више са непотпуном основним образовањем         | 3611     |
| 106 | Женско становништво старосног доба 15 и више година са непотпуном основним образовањем           | 3964     |
| 107 | Становништво старо 15 и више година са комплетним основним образовањем                           | 9953     |
| 108 | Мушко становништво старо 15 година и више са комплетним основним образовањем                     | 4730     |
| 109 | Женско становништво старо 15 и више година са комплетним основним образовањем                    | 5223     |
| 110 | Становништво старосног доба 15 и више година са непотпуним средњим образовањем                   | 3203     |
| 111 | Мушко становништво старосног доба од 15 година и више са непотпуним средњим образовањем          | 1850     |
| 112 | Женско становништво старосног доба од 15 година и више са непотпуним средњим образовањем         | 1353     |
| 113 | Становништво старо 15 и више година са пуним секундарном образовањем                             | 14034    |
| 114 | Мушко становништво старосног доба од 15 година и више са пуним секундарном образовањем           | 6751     |
| 115 | Женско становништво старосног доба од 15 година и више са пуним секундарном образовањем          | 7283     |
| 116 | Становништво старије од 18 година са постосновним образовањем                                    | 17401    |
| 117 | Мушко становништво старије од 18 година са постосновним образовањем                              | 7941     |
| 118 | Женско становништво старије од 18 година са постосновним образовањем                             | 9460     |
| 119 | Просечна оцена школовања                                                                         | 8.24     |
| 120 | Просечан ниво образовања мушке популације                                                        | 8.45     |
| 121 | Просечан ниво образовања женског становништва                                                    | 8.06     |
| 122 | Економски активно становништво                                                                   | 33099    |
| 123 | Економски активна мушка популација                                                               | 21560    |
| 124 | Економски активна женска популација                                                              | 11539    |
| 125 | Становништво које није економски активно                                                         | 31697    |
| 126 | Мушко становништво које није економски активно                                                   | 8265     |
| 127 | Женско становништво које није економски активно                                                  | 23432    |
| 128 | Запослено становништво                                                                           | 30536    |
| 129 | Запослено мушко становништво                                                                     | 19393    |
| 130 | Запослено женско становништво                                                                    | 11143    |
| 131 | Незапослена популација                                                                           | 2563     |
| 132 | Незапослена мушка популација                                                                     | 2167     |
| 133 | Незапослена женска популација                                                                    | 396      |
| 134 | Становништво без права на здравствене услуге                                                     | 32412    |
| 135 | Становништво које има право на здравствене услуге                                                | 52861    |
| 136 | Становништво које има право на ИМСС                                                              | 7238     |
| 137 | Становништво које има право на социјално осигурање                                               | 7781     |
| 138 | Становништво које има право на државно социјално осигурање                                       | 229      |
| 139 | Становништво које има право на опште осигурање или здравствено осигурање за нову генерацију      | 37424    |
| 140 | Становништво које је било једном или није било у браку током 12 година и више                    | 23115    |
| 141 | Венчано или уједињено становништво од 12 година и више                                           | 35183    |
| 142 | Становништво које је било у браку или уједињено 12 година и више                                 | 6709     |
| 143 | Становништво са католичком религијом                                                             | 67705    |
| 144 | Протестанти, еванђелисти и библијски следбеници различити од еванђелиста                         | 14502    |
| 145 | Становништво са другим религијама различитим од претходних                                       | 90       |
| 146 | Становништво без религије                                                                        | 2040     |
| 147 | Укупно пописаних домаћинства                                                                     | 20939    |
| 148 | Пописна домаћинства на челу са мушкарцима                                                        | 15015    |
| 149 | Пописна домаћинства на челу са женама                                                            | 5924     |
| 150 | Становништво у пописним домаћинствима                                                            | 85332    |
| 151 | Становништво у пописним домаћинствима на челу са мушкарцима                                      | 64721    |
| 152 | Становништво у пописним домаћинствима на челу са женама                                          | 20611    |
| 153 | Укупно домаћинстава                                                                              | 28009    |
| 154 | Укупно насељених домаћинстава                                                                    | 21248    |
| 155 | Укупно приватних кућа                                                                            | 27700    |
| 156 | Насељени приватни домови                                                                         | 20939    |
| 157 | Укупно насељених приватних кућа                                                                  | 21246    |
| 158 | Ненасељене приватне куће                                                                         | 5073     |
| 159 | Појединачна домаћинства за привремену употребу                                                   | 1688     |
| 160 | Становници у насељеним приватним кућама                                                          | 85332    |
| 161 | Насељеност станара у приватним становима                                                         | 4.08     |
| 162 | Просечно становника по соби у приватним насељеним домаћинствима                                  | 1.06     |
| 163 | Појединачна домаћинства са подовима од различитих материјала од земље                            | 19222    |
| 164 | Појединачна домаћинства у приземљу                                                               | 1657     |
| 165 | Појединачна домаћинства са једном спаваћом собом                                                 | 6563     |
| 166 | Појединачна домаћинства са две спаваће собе и више                                               | 14324    |
| 167 | Појединачна домаћинства са једним собом                                                          | 914      |
| 168 | Појединачна домаћинства са две собе                                                              | 3231     |
| 169 | Појединачна домаћинства са 3 собе и више                                                         | 16717    |
| 170 | Појединачна домаћинства која имају електрично светло                                             | 20507    |
| 171 | Појединачна домаћинства која немају електрично светло                                            | 365      |
| 172 | Појединачна домаћинства која имају водоводну воду у стамбеном простору                           | 18654    |
| 173 | Појединачна домаћинства која немају водоводну воду у стамбеном простору                          | 2207     |
| 174 | Појединачна домаћинства која имају тоалет                                                        | 19040    |
| 175 | Појединачна домаћинства која имају канализацију                                                  | 18531    |
| 176 | Појединачна домаћинства која немају канализацију                                                 | 2294     |
| 177 | Појединачна домаћинства која имају електрично светло, довод воде из јавне мреже и канализацију   | 16730    |
| 178 | Појединачна домаћинства без икаквих услова                                                       | 756      |
| 179 | Појединачна домаћинства која имају радио                                                         | 16195    |
| 180 | Појединачна домаћинства која имају телевизор                                                     | 18200    |
| 181 | Појединачна домаћинства која имају фрижидер                                                      | 15455    |
| 182 | Појединачна домаћинства која имају машину за веш                                                 | 8743     |
| 183 | Појединачна домаћинства која имају аутомобил или комби                                           | 9930     |
| 184 | Појединачна домаћинства која имају рачунар                                                       | 3921     |
| 185 | Појединачна домаћинства која имају фиксну телефонску линију                                      | 5693     |
| 186 | Појединачна домаћинства која имају мобилни телефон                                               | 11069    |
| 187 | Појединачна домаћинства која имају приступ интернету                                             | 1866     |